# Eugenius van Savoye
Eugenius Frans van Savoye (Parijs, 18 oktober 1663 - Wenen, 24 april 1736) was een van oorsprong Franse generaal, met Italiaanse voorouders, in dienst van de Habsburgse monarchie. Prins Eugenio von Savoy zoals hij zichzelf noemde, was in dienst van drie Habsburgse keizers: Leopold I, Jozef I en Karel VI. Hij reisde kriskras door Europa, van het ene naar het volgende oorlogstafereel. In Oostenrijk wordt hij gezien als de grootste generaal aller tijden en een ondoorgrondelijk militair genie.
Eugenius was niet alleen een van de succesvolste militaire bevelhebbers in de moderne Europese geschiedenis, maar ook een belangrijke verzamelaar van boeken, handschriften, prenten en schilderijen en correspondeerde met kunstenaars, architecten en wetenschappers. Hij bezat een grote collectie exotische planten en dieren en gaf opdracht tot de bouw van het Slot Belvedere in Wenen.

## Biografie

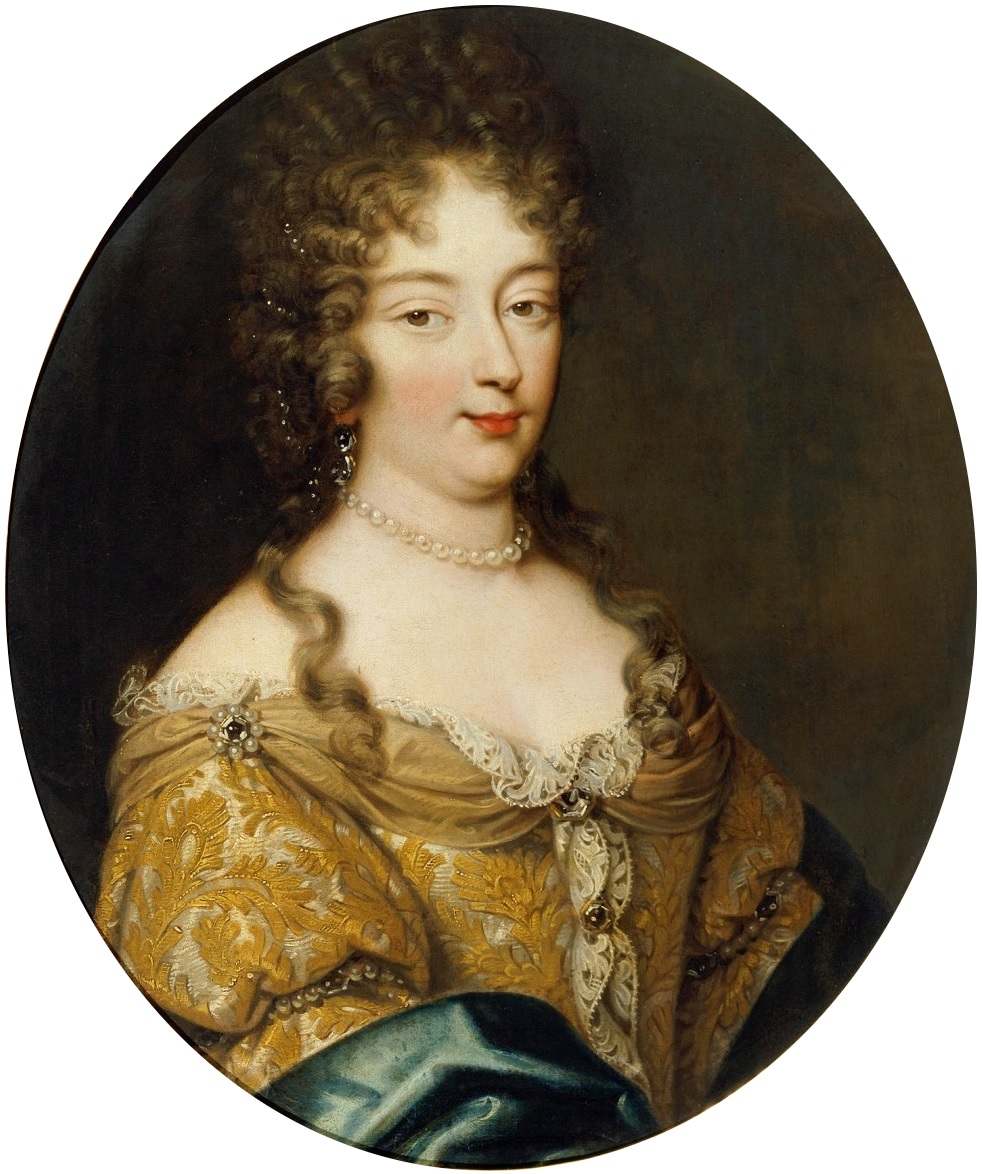
Olympia Mancini, maîtresse van de Zonnekoning

Prins Eugenius werd geboren in Parijs als vijfde zoon van Eugenius Maurits van Savoye, graaf van Soissons, een prins uit het huis Savoye die in de Hollandse Oorlog had gevochten. Zijn moeder was de lichtzinnige en gokverslaafde Olympia Mancini, een nicht van kardinaal Mazarin. Zijn vader stierf jong (1673) en toen zijn moeder voor de eerste keer werd verbannen na intriges van Madame de Montespan, zijn de kinderen opgevoed door hun impopulaire grootmoeder Maria van Bourbon en haar depressieve dochter Louise Christina van Savoye (en moeder van de beroemde Turkenlouis).
Zijn oudste broer Lodewijk Thomas was in 1674 kandidaat voor de Poolse troon, evenals Jan Sobieski, maar toen hij de dochter van een stalmeester trouwde, werd hij onterfd door de familie. Eugenius was voorbestemd voor een carrière in de kerk en in 1678, toen hij 15 jaar was, ontving hij de abtstonsuur. Vijf jaar later gaf Eugenius blijk de voorkeur te geven aan een militaire carrière, net als zijn vader en grootvader. Hij bood zijn diensten aan bij het Franse leger, maar is nooit aangesteld, omdat de zonnekoning hem brutaal vond. Samen met Lodewijk Armand van Bourbon, prins van Conti, vluchtte hij naar Frankfurt; Conti, de schoonzoon van de zonnekoning ging terug, maar Eugenius bleef, nadat hij had vernomen dat zijn oudere broer gevallen was  bij het Beleg van Wenen. In augustus 1683 meldde hij zich bij het leger van keizer Leopold I. Hij streed vervolgens zij aan zij met zijn neef, de eerder genoemde Turkenlouis.

### Eugenius als veldheer

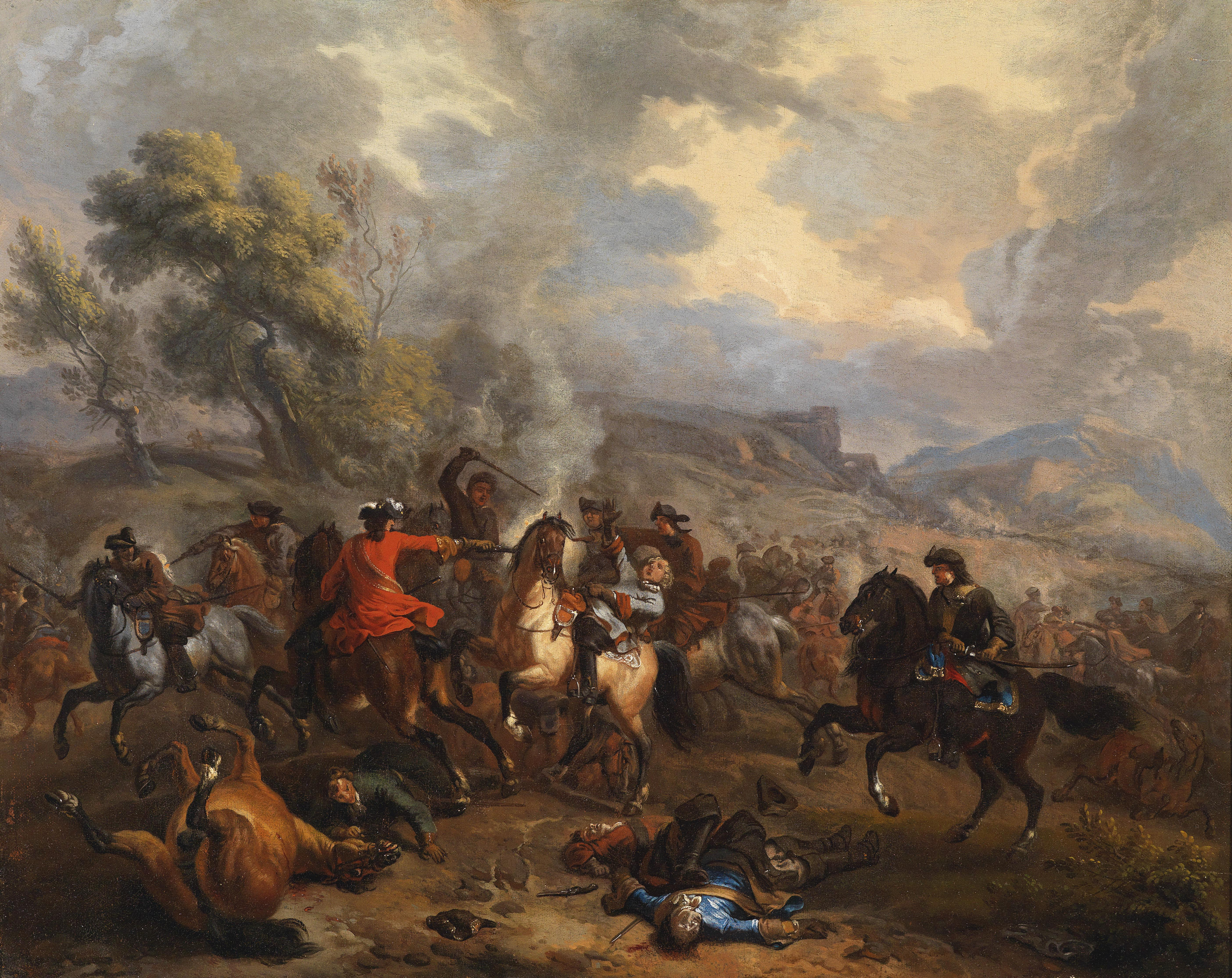
Ruitergevecht door Jan van Huchtenburg

Eugenius maakte een bliksemcarrière, na het beëindigen van het Beleg van Wenen door honderdduizend Turken. In 1686 viel Buda in handen van Karel V van Lotharingen. In het jaar daarop volgde de Slag bij Mohács (1687). In 1688 raakte Eugenius zwaargewond aan zijn knie. In 1689 maakten Oostenrijk en de Republiek deel uit van de Grote Alliantie, bedoeld om de Franse agressie aan de Rijn een halt toe te roepen. Bij de Vrede van Rijswijk kreeg Oostenrijk de handen vrij om zich hernieuwd op het oosten te richten, waar de Turken Belgrado en Hongarije bezetten.
In 1693 was Eugenius benoemd tot veldmaarschalk en drie jaar later verkreeg hij het opperbevel over de strijdkrachten aan de oostgrens van het Habsburgse Rijk. In 1697 versloeg hij het leger van Mustafa II bij Senta. Dat was zijn eerste belangrijke overwinning, waarbij aan Turkse kant 25.000 doden vielen, daarentegen slechts 430 aan Oostenrijkse kant. Vervolgens verwoestte hij Sarajevo. De Grote Turkse Oorlog werd twee jaar later (1699) besloten met de Vrede van Karlowitz.

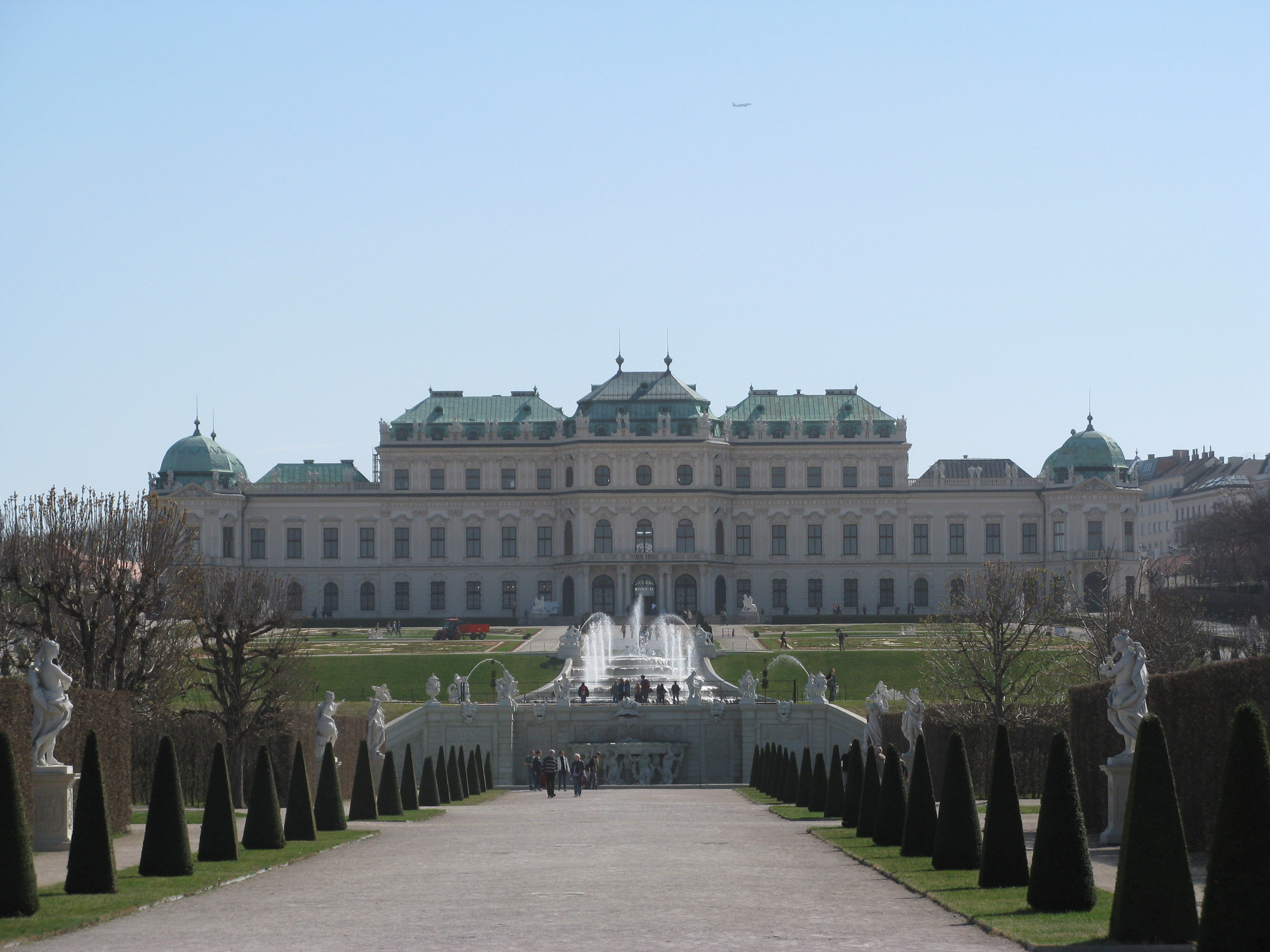
Slot Belvedere

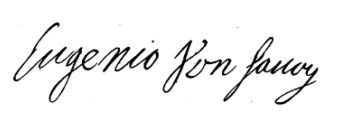
Drietalige handtekening van Eugenio Von Savoy

Na de dood van Karel II van Spanje werd zijn opvolging door de hertog van Anjou een heel heet hangijzer in de Europese politiek. De keizer organiseerde een leger van 32.000 man om de omgeving van Milaan van een Franse bezetting te ontdoen. In 1701 en 1702, tijdens de Spaanse Successieoorlog, versloeg Eugenius in Noord-Italië Nicolas de Catinat en nam de hertog van Villeroy gevangen. Zijn nieuwe geduchte tegenstander werd de hertog van Vendôme. In 1703 trok Eugenius zich terug in Wenen, waar hij tot voorzitter van de Hofkrijgsraad werd benoemd en hield zich bezig met de bouw van een paleis binnen zijn uitgestrekte landgoederen buiten de stadsmuren van Wenen. Johann Lukas von Hildebrandt, aanvankelijk zijn vestingbouwkundige, zou worden betrokken bij het ontwerp en de bouw van zijn zomerverblijf, het Slot Belvedere.
Maximiliaan II Emanuel van Beieren koos de kant van de Franse koning en hoopte in de Zuidelijke Nederlanden de Habsburgers te kunnen vervangen. Toen de Fransen het offensief naar het noorden verlegden, sloot Eugenius een verdrag met de Engelse hertog van Marlborough, gesteund door Anthonie Heinsius met manschappen. Ze versloegen de Franse (onder bevel van de hertog van Tallard) en Beierse legers in de Slag bij Blenheim (1704). Het was de eerste belangrijke nederlaag voor de Fransen in meer dan 60 jaar en de bedreiging van Wenen werd weggenomen. Het was ook de eerste keer dat Engelse strijdkrachten zich zo diep in het Europese continent waagden.
In 1705 kwam de Oostenrijkse keizer te overlijden en Frankrijk putte nieuwe moed. De hertog van Villeroy kreeg opdracht de geallieerden aan te vallen waar hij maar kon. In 1706 ontzette Eugenius Turijn. Deze overwinning was het begin van een periode die 150 jaar zou duren: de Oostenrijkse overheersing van Lombardije. Van 1707 tot 1715 was Eugenius gouverneur van Milaan en nam de schilder Jan van Huchtenburg in dienst om zijn overwinningen te vereeuwigen op doek. Hoewel de Fransen in Italië aan de winnende hand waren (?), werd toch besloten om zich te richten op de Spaanse Nederlanden om enkele verloren vestingsteden te heroveren. Marlborough had liever Savoye gesteund om daarmee Frankrijk vanuit het zuidoosten te bedreigen, maar de Nederlandse Republiek vreesde dat dit ten koste zou gaan van de troepen aan hun eigen zuidgrens. Onder grote druk van de Nederlanden moest Marlborough zijn plannen aanpassen.  In 1712 leed Eugenius een gevoelige nederlaag tegen de hertog van Villars. De Fransen heroverden Vlaamse steden zoals Valencijn. Eugenius werd tot eerste minister benoemd, maar de schatkist was leeg. In 1713 trokken de Fransen op naar Freiburg im Breisgau en in 1714 sloot Oostenrijk de Vrede van Rastatt met Frankrijk.

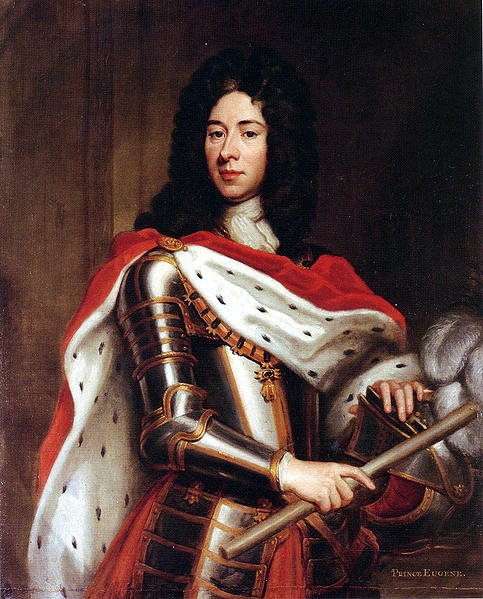
Eugenius door Godfrey Kneller

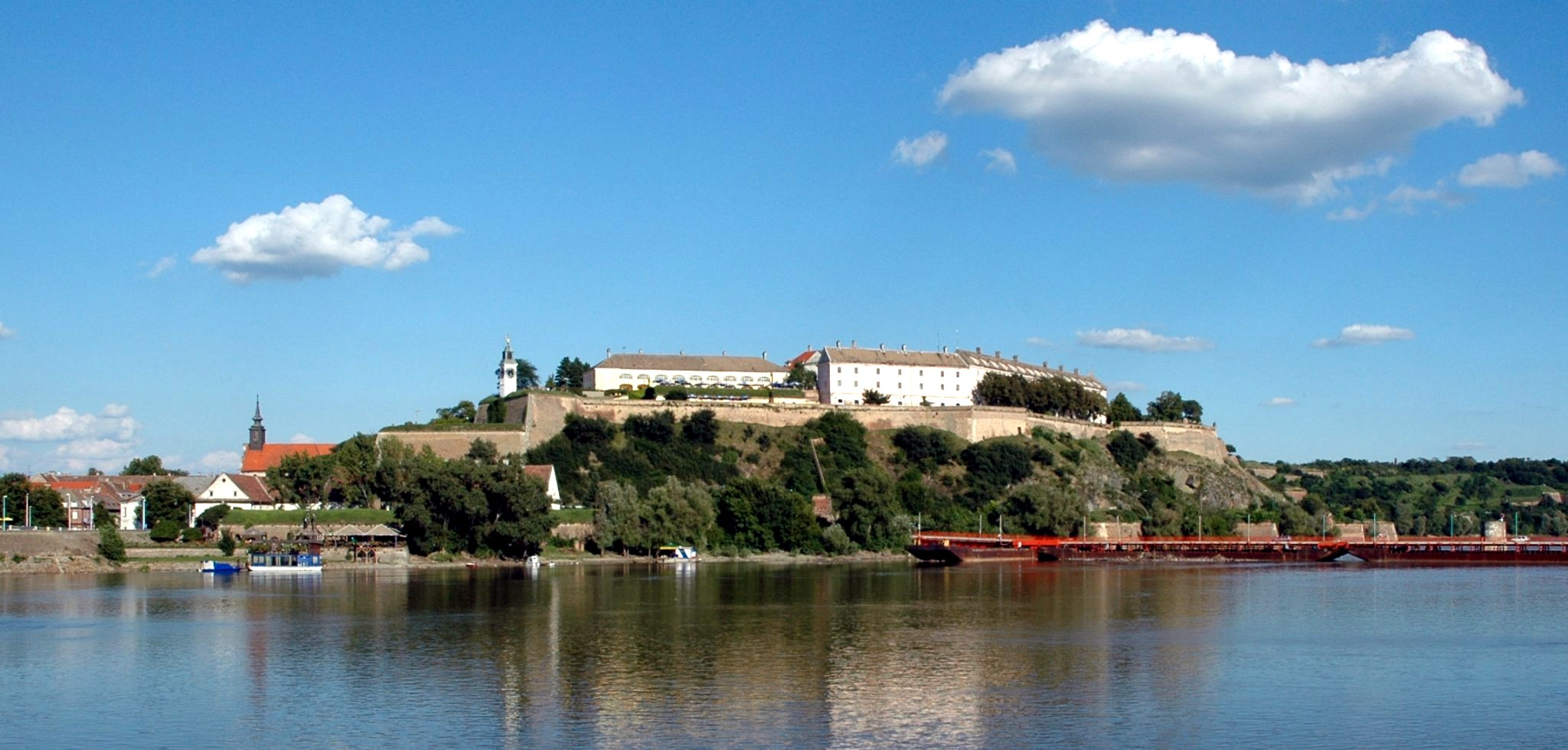
De citadel Petrovaradin

De Zuidelijke Nederlanden werden bij de Vrede van Utrecht (1713) aan Oostenrijk toegewezen en Eugenius werd tot gouverneur benoemd van de Oostenrijkse Nederlanden. De prins van Savoy stuurde evenwel een vervanger om een tweede offensief te beginnen tegen het Ottomaanse Rijk. Van 1716 tot 1718 vocht hij met Emmanuel Jozef van Portugal in de Oostenrijks-Turkse oorlog in de slag bij Petrovaradin, Temesvár en Belgrado (1717), die in het voordeel van Oostenrijk werd beslist met de Vrede van Passarowitz. Hierdoor werden Servië en Bosnië tijdelijk bij het Rijk gevoegd. Vanaf die tijd vormde Ahmed III geen bedreiging meer. Eugenius benoemde Jean Baptiste Bassand tot zijn lijfarts, die hem behandelde tegen de pokken. De laatste oorlog waarin Eugenius meevocht was de Poolse Successieoorlog in 1734. Hij werd vervolgens als diplomaat betrokken bij het huwelijk van Maria Theresia met Frans Stefan van Lotharingen. In 1713 uitte hij zijn scepsis ten opzichte van de Pragmatieke Sanctie, waarbij de opvolging van keizer Karel VI door zijn dochter Maria Theresia werd geregeld, nadat diens enige zoon was gestorven. Eugenius stierf in 1736 als een schatrijk man en ligt begraven in de Stephansdom.

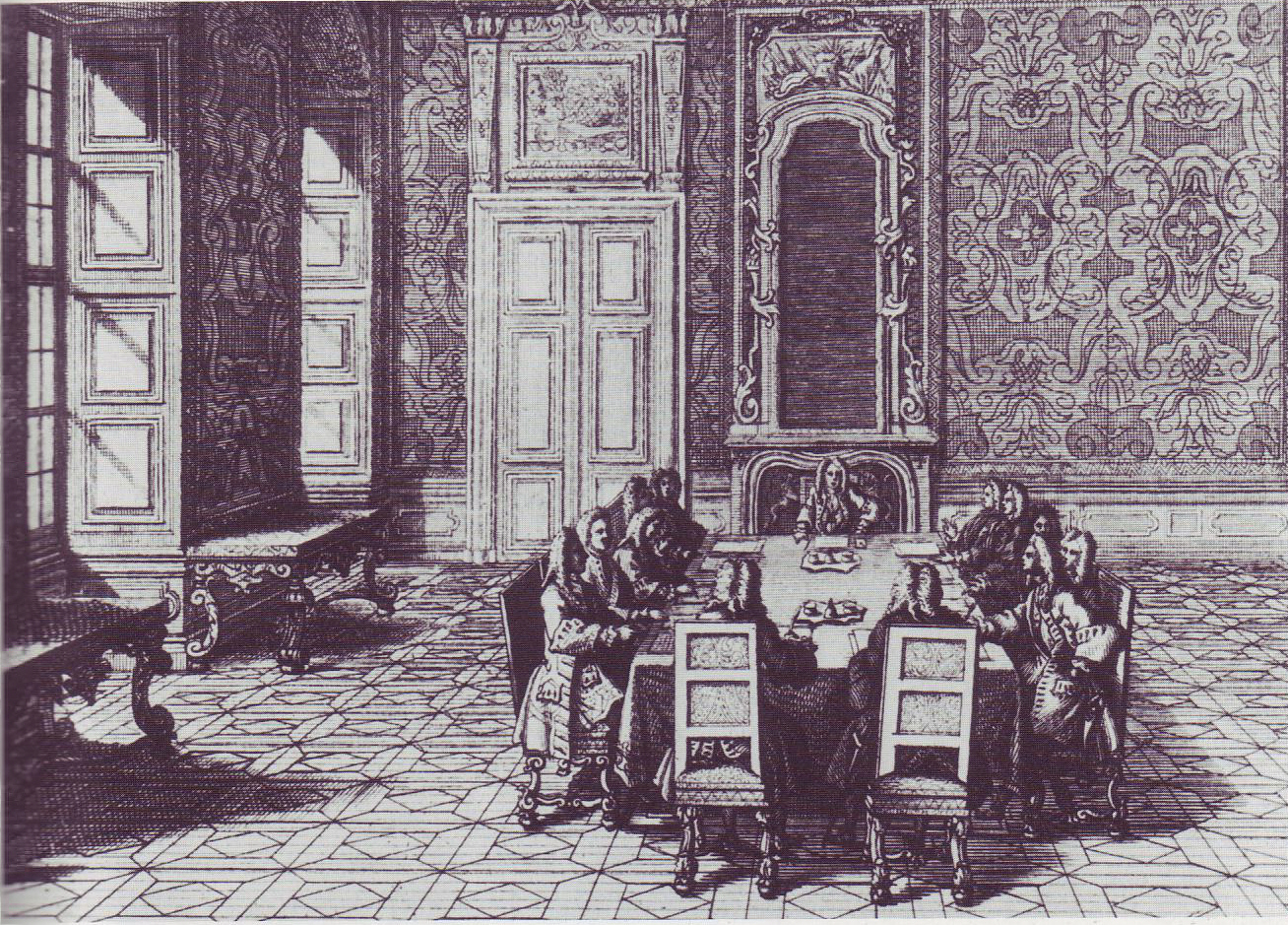
Prins Eugenius in overleg in het Belvedere, door Johann Bathasar Probst

### Eugenius als gouverneur-generaal van de Nederlanden
Door de permanente oorlogstoestand met het Ottomaanse Rijk kon Eugenius zijn gouverneurschap van de Nederlanden niet ter plaatse waarnemen. Hij moest het regelen van de lopende zaken aan een plaatsvervanger overlaten. Hij wist keizer Karel VI ervan te overtuigen deze opdracht aan zijn landgenoot, Hercule Louis Turinetti, markies van Prié, toe te vertrouwen. Dit bleek een fout van de gouverneur te zijn. De Markies van Prié bleek niet geschikt voor zijn functie: hij werd zelfs van corruptie beschuldigd. Eugenius' gouverneurschap was bedoeld als een vorm van beloning en waardering voor de verdiensten die hij reeds tevoren - vooral op militair vlak - had verzameld. Het gouverneurschap heeft hem echter, vooral door de onhandigheid van Prié, meer zorgen dan glorie gebaard. Op 16 november 1724 achtte prins Eugenius zich genoodzaakt zijn ontslag aan te bieden. Prié koos kort daarop voor dezelfde uitweg.

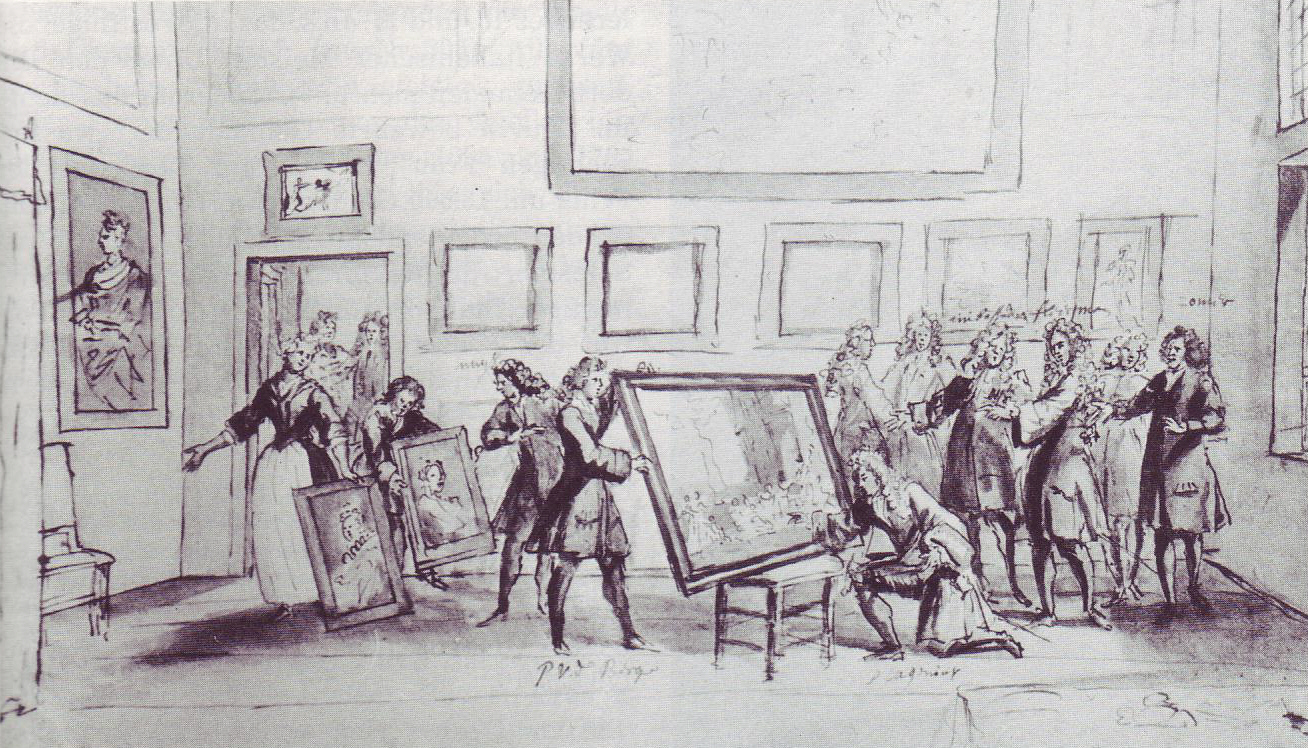
Bezoek aan de kunsthandelaar Jan Pietersz. Zomer door prins Eugenius (1710?) Rijksprentenkabinet

## Privéleven
Eugenius stond bekend als steunpilaar van het jansenisme. Over zijn persoonlijkheid kan weinig met zekerheid gezegd worden, want Eugenius heeft geen persoonlijke papieren nagelaten. Alleen brieven met betrekking tot de oorlog, de diplomatie, de politiek. In de archieven van de vele personen die met hem correspondeerden is evenmin een privécorrespondentie die die naam verdient te traceren. Zijn persoonlijke kant lijkt nooit te hebben bestaan; alleen zijn granieten gelaat van soldaat, diplomaat en staatsman valt op. Eugenius, een van de rijkste en beroemdste personen van zijn tijd was een goede partij, maar hij is nooit getrouwd geweest. Er zijn wel een paar vrouwen met hem in verband gebracht en er bestaat een tekening van een bezoek aan een Amsterdams bordeel. Vooral rond 1715 trad Eleonora Batthyány zijn officiële maîtresse op de voorgrond. Ook uit hun correspondenties is geen teken van een intieme relatie terug te vinden. Waarschijnlijk had Eugenius meer aandacht voor het mannelijke geslacht.

### Kunsten
Prins Eugenius was een kunst- en boekenverzamelaar. De Österreichische Nationalbibliothek bezit 15.000 boeken uit zijn nalatenschap; de Albertina zijn verzameling tekeningen. In 1730 kocht hij in Den Haag de Atlas Blaeu - Van der Hem voor 22.000 gulden.

## Trivia
- In 1710 bracht hij een bezoek aan de Schouwburg van Van Campen en zag het zangspel De vrijage van Kloris en Roosje op muziek van Servaes de Koninck.[7] Waarschijnlijk deed hij zaken bij George Clifford eveneens een amateur-botanicus met wie hij vriendschap sloot. Clifford kreeg zijn borstbeeld ten geschenke, nu aanwezig in het Rijksmuseum. Hij kocht een kaart van Nieuw-Holland, gebaseerd op gegevens van Willem Janszoon en Abel Tasman.
- Tijdens een bezoek aan Engeland om koningin Anna over te halen tot het tekenen van vrede organiseerde Hendrijk Bentinck voor hem een groot feest.
- Van de Kaiserliche und Königliche Kriegsmarine is het derde schip van de tegetthoff klasse Dreadnougt de SMS Prinz Eugen naar hem vernoemd
- Het Duitse oorlogsschip Prinz Eugen uit de Tweede Wereldoorlog werd naar hem genoemd.
- De huidige Turkse ambassade in Wenen is gevestigd aan de Prinz Eugenstrasse.

## Voorouders
| Voorouders van Eugenius van Savoye (1663-1736) | Voorouders van Eugenius van Savoye (1663-1736)                                         | Voorouders van Eugenius van Savoye (1663-1736)                                         | Voorouders van Eugenius van Savoye (1663-1736)                                         | Voorouders van Eugenius van Savoye (1663-1736)                                         | Voorouders van Eugenius van Savoye (1663-1736)                                  | Voorouders van Eugenius van Savoye (1663-1736)                                  | Voorouders van Eugenius van Savoye (1663-1736)                                  | Voorouders van Eugenius van Savoye (1663-1736)                                  |
| ---------------------------------------------- | -------------------------------------------------------------------------------------- | -------------------------------------------------------------------------------------- | -------------------------------------------------------------------------------------- | -------------------------------------------------------------------------------------- | ------------------------------------------------------------------------------- | ------------------------------------------------------------------------------- | ------------------------------------------------------------------------------- | ------------------------------------------------------------------------------- |
| Overgrootouders                                | Karel Emanuel I van Savoye (1562–1630) ∞ Catharina Michaella van Spanje (1567–1597)    | Karel Emanuel I van Savoye (1562–1630) ∞ Catharina Michaella van Spanje (1567–1597)    | Karel van Bourbon-Soissons (1566-1512) ∞ Anna van Montafié (1577-1644)                 | Karel van Bourbon-Soissons (1566-1512) ∞ Anna van Montafié (1577-1644)                 | Paolo Lucio Mancini (1580-1637) ∞ Vittoria Capocci (-)                          | Paolo Lucio Mancini (1580-1637) ∞ Vittoria Capocci (-)                          | Pierre Mazzarini (1576-1654) ∞ Ortensia Buffalini (1575-1644)                   | Pierre Mazzarini (1576-1654) ∞ Ortensia Buffalini (1575-1644)                   |
| Grootouders                                    | Thomas Frans van Savoye-Carignano (1596-1656) ∞ Maria van Bourbon-Soissons (1606–1692) | Thomas Frans van Savoye-Carignano (1596-1656) ∞ Maria van Bourbon-Soissons (1606–1692) | Thomas Frans van Savoye-Carignano (1596-1656) ∞ Maria van Bourbon-Soissons (1606–1692) | Thomas Frans van Savoye-Carignano (1596-1656) ∞ Maria van Bourbon-Soissons (1606–1692) | Lorenzo Mancini (1602-1656) ∞ Girolama Mazzarini (1614-1656)                    | Lorenzo Mancini (1602-1656) ∞ Girolama Mazzarini (1614-1656)                    | Lorenzo Mancini (1602-1656) ∞ Girolama Mazzarini (1614-1656)                    | Lorenzo Mancini (1602-1656) ∞ Girolama Mazzarini (1614-1656)                    |
| Ouders                                         | Eugenius Maurits van Savoye-Carignano (1635-1673) ∞ Olympia Mancini (1638–1708)        | Eugenius Maurits van Savoye-Carignano (1635-1673) ∞ Olympia Mancini (1638–1708)        | Eugenius Maurits van Savoye-Carignano (1635-1673) ∞ Olympia Mancini (1638–1708)        | Eugenius Maurits van Savoye-Carignano (1635-1673) ∞ Olympia Mancini (1638–1708)        | Eugenius Maurits van Savoye-Carignano (1635-1673) ∞ Olympia Mancini (1638–1708) | Eugenius Maurits van Savoye-Carignano (1635-1673) ∞ Olympia Mancini (1638–1708) | Eugenius Maurits van Savoye-Carignano (1635-1673) ∞ Olympia Mancini (1638–1708) | Eugenius Maurits van Savoye-Carignano (1635-1673) ∞ Olympia Mancini (1638–1708) |